# تركيز على علاقة داخلية
التركيز على العلاقات الداخلية هو نظام وعملية للعلاج النفسي طورته آن وايزر كورنيل وباربرا ماكجافين، كتحسين وتوسيع لعملية التركيز التي اكتشفها وطورها يوجين جندلين في أواخر الستينيات. التركيز على العلاقات الداخلية هو عملية للشفاء العاطفي وللحصول على الطاقة الإيجابية والرؤى للحركة إلى الأمام في حياة المرء.
التقى كورنيل، عندما كان طالب دراسات عليا في علم اللغة في جامعة شيكاغو، بجيندلين في عام 1972 وتعلم أسلوبه. في عام 1980 بدأت تتعاون معه في تدريس ورش العمل المركزة الخاصة به. باستخدام قدرتها على اللغويات، ساعدت كورنيل في تطوير مفهوم توجيه التركيز وفي أوائل الثمانينيات قدمت الحلقات الدراسية الأولى حول توجيه التركيز. أدى استمرارها في هذه العملية إلى تطويرها مع باربرا ماكجافين للتركيز على العلاقات الداخلية.

## التاريخ
ظهر التركيز على العلاقات الداخلية عندما انتقلت آن وايزر كورنيل من شيكاغو إلى كاليفورنيا في عام 1983 وبدأت في تدريس مادة التركيز لأشخاص لا يعرفون شيئًا عنها. اكتشفت أن العديد من الأشخاص الذين لم يكونوا بارعين بشكل تلقائي في ذلك يحتاجون إلى تقنيات جديدة ولغة جديدة لاستخلاص قدرتهم على تعلم العملية. في نهاية المطاف، تطورت اكتشافاتها لما نجح بشكل أفضل بالنسبة لغالبية الناس، جنبًا إلى جنب مع المدخلات والإلهام والأفكار من معاونتها البريطانية باربرا ماكجافين، إلى التركيز على العلاقة الداخلية في التسعينيات. أدرجت كورنيل تقنياتها ورؤاها الجديدة في كتابيها الأول، دليل الطالب إلى التركيز (1993) توجيه دليل التركيز (1994) -جرى تنقيحهما لاحقًا مع باربرا ماكغافين ونشرت في عام 2002 كدليل الطالب والدليل المرفق- وفي جميع كتبها اللاحقة، والتي أصبحت كتبًا مدرسية كلاسيكية على التركيز.

## الوصف
التركيز على العلاقات الداخلية هو شكل مصقول وموسع لعملية التركيز الأصلية المكونة من ست خطوات ليوجين جيندلين، والتي وصفها بالتفصيل في كتابه عام 1978 الذي يحمل العنوان نفسه. يركز التركيز على العلاقة الداخلية على أن تكون لطيفًا، مما يسمح بالعلاقة مع جميع أجزاء كيان المرء، بما في ذلك الأجزاء المتعارضة، والأجزاء التي غالبًا ما يجري رفضها أو دفعها بعيدًا باعتبارها غير مقبولة أو مهينة، والأجزاء التي تكون عاطفية، والأجزاء المدفونة جدًا أو الدقيقة التي تحتاج إلى الصبر والرفق. من خلال السماح لجميع جوانب الشخصية بالقبول والوعي، يمكن أن تظهر رؤى وتحولات جديدة ويمكن أن يحدث الشفاء. لذا فإن التركيز على العلاقات الداخلية يؤكد على علاقة الذات بالجوانب الداخلية المختلفة، مهما كانت مؤلمة، وتعتمد بشكل خاص على نوعية الوجود، أو قدرة الذات على أن تكون حاضرة مع هذه الجوانب بجودة الود والفضول اللطيف وعدم الحكم. من السمات الرئيسية لـ IRF اكتشاف كيف يشعر جانب معين بلطف أو تجربة شعور من وجهة نظره. هناك ميزة أخرى هي إعطاء الوعي لأجزاء من الذات تعارض -إما خائفة أو تعترض- جزءًا صعبًا أو مزعجًا. يسمح تركيز العلاقات الداخلية ويقبل بشكل جذري كل الأجزاء أو التجارب الداخلية. كما أنه يتجنب أقصى درجات الإنكار/ "المنفى" والاتحاد/ تحديد الهوية/ الإرهاق، من خلال استخدام جودة الحضور لتجربة عالم المرء الداخلي والتنقل فيه بلطف بطريقة هادئة ومنفصلة ولكن بلطف فضولي وجذاب.

## الاختلافات عن التركيز الأصلي
عملية التركيز الأصلية ليوجين جيندلين، الموصوفة في كتابه عام 1978، هي عملية يعممها على أنها تتكون من ست خطوات: إخلاء مساحة، والسماح لـ "الإحساس" بالتشكل، وتولي الاهتمام، والصدى، والسؤال، والتلقي. التركيز على العلاقات الداخلية، الذي جرى تطويره في أواخر الثمانينيات حتى أواخر التسعينيات، هو عملية أكثر مرونة، ويتجنب أو يعدل جوانب معينة من جوانب جندلين. على سبيل المثال، بدلاً من إخلاء مساحة، يستخدم IRF فحصًا ذهنيًا للجسم لمعرفة ما يشعر بأنه مفتوح وحيوي، وما يحتاج إلى الاعتراف -دون إثارة أي مشكلة- من أجل القبول الكامل أو العثور على ما قد يحتاج إلى الاهتمام.
بدلاً من "السؤال"، يستخدم المركز جودة الحضور للسماح لما يريد التعبير عنه -المشاعر الخفية والأفكار والمعلومات الأولية- بالظهور. يقدم الدليل، إذا جرى استخدامه، اقتراحات لطيفة بدلاً من طرح الأسئلة حتى لا تتدخل في العملية أو تشتت الانتباه بعيدًا عن التجربة الداخلية. هذه المرحلة، التي تتضمن المرحلة المسماة "الصدى" بتنسيق جندلين، هي مرحلة مهمة وطويلة في IRF وتتضمن الاستقرار مع "it" (التجربة المحسوسة أو الذات الجزئية)، مع الاحتفاظ بها واستشعار وجهة نظرها بما تريده وما لا تريده.
من المبادئ المهمة في التركيز على العلاقات الداخلية عدم إنكار أو نفي أي أفكار أو مشاعر أو ذوات جزئية -ولا حتى الناقد الداخلي- بل التعاطف مع جميع الأجزاء والجوانب والاستشعار بما يريدون توصيله ولماذا. يسمي كورنيل هذا "القبول الراديكالي لكل شيء". هناك مبدأ مركزي آخر هو جانب الوجود، أو "الذات في الحضور": الاستماع اللطيف، برباطة الجأش، لكل ما يأتي في عملية التركيز. بالإضافة إلى ذلك، يجري تشجيع لغة والأنماط الفكرية لها، والتي يسميها كورنيل "لغة الحضور"، من أجل تسهيل هذه العملية. وكما يشير اسمها، فإن تركيز العلاقة الداخلية يعطي أولوية عالية لعلاقة المركز بتجربته الداخلية أو جوانب حياته الداخلية. يكمن دور الدليل، إذا جرى استخدامه، في دعم هذه العلاقة.